# 메우르토돈
메우르토돈(Meurthodon)은 트라이아스기 후기 프랑스에 살았던 키노돈트이다. 메우르토돈의 화석은 프랑스 그랑테스트의 생 니콜라 드 포흐(Saint Nicolas de Port)에서 발견되었다. 메우르토돈속에는 모식종인 메우르토돈 갈리쿠스(Meurthodon gallicus)가 속해있다.